# Pomar (Lérida)
Pomar es una localidad española del municipio leridano de Ribera d’Ondara, en la comunidad autónoma de Cataluña.

## Historia
Hacia mediados del siglo XIX, el lugar, por entonces perteneciente al municipio de San Antolí, tenía contabilizada una población de 130 habitantes. La localidad aparece descrita en el decimotercer volumen del Diccionario geográfico-estadístico-histórico de España y sus posesiones de Ultramar de Pascual Madoz de la siguiente manera:

POMAR: l. agregado al ayunt. de S. Antolí (5/6 de leg.), en la prov. de Lérida (10), part. jud. de Cervera (1 2/3), aud. terr. y c. g. de Barcelona (13 1/3), dióc. de Vich (16): está sit. en un llano, en clima templado, combatido de los vientos del E. y O. Consta de 7 casas, igl. dedicada á San Pablo, aneja de la parr. de Monlleo, cementerio, y 1 balsa en el térm. donde se recogen las aguas pluviales. Confina por N. Briansó; E. Monmaneu; S. Pallerols, y O. San Antolí. El terreno es en su mayor parte de ínfima calidad, con un pequeño pedazo de huerta que se riega con las aguas de un arroyo; tambien tiene algun monte con robles y arbustos para combustible. Los caminos dirigen á los pueblos inmediatos y á Sta. Coloma de Queralt, de herradura y en mal estado: el correo lo recoge semanalmente un encargado en la administracion de Cervera. prod.: trigo, escaña, cebada, poco vino y hortalizas para consumo del pueblo; hay ganado vacuno para la labranza, y caza de pocas perdices. pobl.: 9 vec., 43 alm. riqueza imp.: 17,782 rs. contr.: el 14'48 por 100 de esta riqueza.
(Madoz, 1849, p. 110)

En la actualidad pertenece al municipio de Ribera d’Ondara. En 2022, tenía empadronados 30 habitantes.

## Patrimonio
En la localidad hay una iglesia bajo la advocación de San Pablo.